# Victor Wembanyama
Victor Wembanyama (Le Chesnay, Yvelines, 4 de enero de 2004) es un jugador de baloncesto francés que pertenece a la plantilla de los San Antonio Spurs de la NBA. Con 2,21 metros de estatura, juega en la posición de pívot. Está considerado uno de los mejores jugadores europeos de su generación.

## Trayectoria deportiva

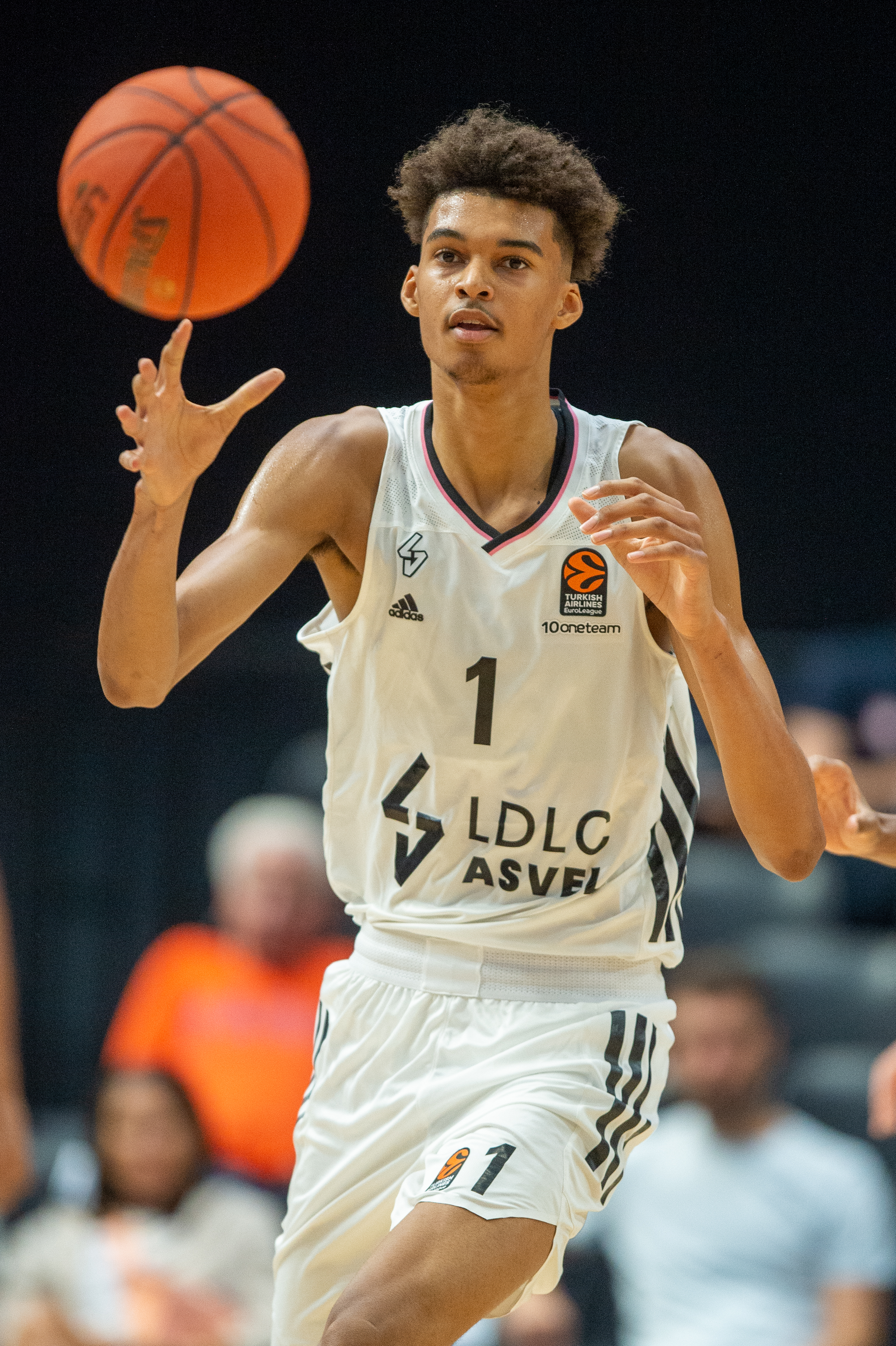
Wembanyama con ASVEL en 2021.

### Primeros años
Victor nació en Le Chesnay, Francia. Creció jugando al fútbol como portero y practicando judo. Desde los cuatro o cinco años, Wembanyama fue entrenado en el baloncesto por su madre, quien había practicado el deporte en su juventud. Comenzó su carrera en su club local, el Entente Le Chesnay Versailles, y se unió al sistema de cantera del Nanterre 92 a los diez años. Sus padres rechazaron ofertas de clubes más importantes como el FC Barcelona y el ASVEL.
En febrero de 2020, jugó con el equipo sub-18 de Nanterre en el Torneo de Kaunas, un clasificatorio para el Torneo Adidas Next Generation (ANGT). El 8 de febrero, registró 22 puntos, 15 rebotes y un récord del ANGT de 9 tapones ante el equipo del Basket Zaragoza. Promedió 15,8 puntos, 12 rebotes, 2,8 robos y 6 tapones por partido, liderando el torneo en tapones y acabó siendo incluido en el mejor quinteto del torneo. Esa temporada disputó 13 partidos con el equipo Espoirs (sub-21) de Nanterre y promedió 10,2 puntos, 4,8 rebotes y 2,8 tapones en 20,1 minutos por partido.
El 23 de septiembre de 2020 hizo su debut en la temporada 2020-21 de Espoirs, registrando 22 puntos, 18 rebotes, 5 tapones y 4 asistencias en la victoria por 86-74 sobre el equipo del JL Bourg Basket. Al mes siguiente fue asignado al Centre Fédéral de Basket-Ball, equipo amateur del INSEP, el Instituto Nacional del Deporte. Luego, el 21 de octubre, hizo su debut en la Nationale Masculine 1, registrando 22 puntos, 10 rebotes y 7 tapones en una victoria por 72-63 sobre STB Le Havre.

### Profesional

#### Francia (2019-2023)

##### Nanterre 92 (2019-2021)
El 29 de octubre de 2019, hizo su debut profesional con el Nanterre 92, jugando 31 segundos contra el Pallacanestro Brescia en la EuroCup. A los 15 años, nueve meses y 25 días de edad, se convirtió en el segundo jugador más joven después de Stefan Petković en jugar en dicha competición. El 23 de septiembre de 2020 hizo su debut en la LNB Pro A, logrando un rebote en cuatro minutos contra JL Bourg. El 25 de mayo de 2021 registró máximos de temporada, con un doble-doble de 14 puntos y 10 rebotes en la victoria por 99-87 sobre Orléans Loiret. Wembanyama fue nombrado Mejor Jugador Joven de la Pro A de la temporada 2020-21. Disputó 18 partidos en los que promedió 6,8 puntos, 4,7 rebotes y lideró la liga en tapones con 1,9 por encuentro. Optó por dejar Nanterre al término de la misma.

##### ASVEL (2021–2022)
El 29 de junio de 2021 firmó un contrato de tres años con ASVEL de la Pro A. Fue elegido por segundo año consecutivo como mejor jugador joven de la liga, tras promediar 8,2 puntos y 4,4 rebotes por encuentro. Al término de la temporada, canceló su contrato con ASVEL.

##### Metropolitans 92 (2022–2023)
El 30 de junio de 2022 firmó un contrato de dos años con el Metropolitans 92 de la Pro A. Al llegar a la décima jornada ya era líder de la liga en puntos, rebotes, tapones y valoración. El 2 de diciembre registró su cuarto partido consecutivo de 30 o más puntos, con 32 puntos, 10 rebotes, cuatro tapones y tres asistencias en la victoria por 96–85 sobre Fos Provence, lo que llevó a su equipo a su novena victoria consecutiva. El 29 de diciembre fue elegido capitán del combinado francés del All-Star de la LNB Pro A. En ese partido registró 27 puntos, 12 rebotes y cuatro asistencias, lo que llevó a su equipo a ganar 136-128 sobre el equipo mundial y se convirtió en el MVP más joven de la historia del All-Star francés.

#### NBA (2023-presente)

##### San Antonio Spurs (2023-presente)
2023-24
El 21 de abril de 2023 se declaró elegible para el Draft de la NBA, donde todos los pronósticos lo situaban en el número uno. Como apuntaban todos los pronósticos, el 22 de junio fue seleccionado como primera elección del Draft de 2023 por San Antonio Spurs. Debutó el 25 de octubre, como titular ante Dallas Mavericks, anotando 15 puntos y consiguiendo 5 rebotes. En su quinto encuentro de la temporada, el 2 de noviembre ante Phoenix Suns, consiguió un doble-doble de 38 puntos y 10 rebotes. El 8 de diciembre se convirtió en el jugador más joven de la historia de la NBA, con 19 años y 338 días, en conseguir más de 20 puntos y 20 rebotes en un partido, uniéndose a Dwight Howard, al que superó por tan solo cuatro días, como los dos únicos menores de 20 años en lograrlo. El 10 de enero de 2024 consiguió el primer triple-doble de su carrera, al lograr 16 puntos, 12 rebotes y 10 asistencias ante Detroit Pistons en tan solo 22 minutos de juego, el segundo más rápido de la historia de la liga, solo por detrás de Russell Westbrook. Se convirtió además en el quinto jugador de más de 2,21 metros de altura en lograr un triple-doble, tras Ralph Sampson, Shawn Bradley, Mark Eaton y Manute Bol; y más joven en la historia de los Spurs. El 12 de febrero ante Toronto Raptors consiguió un triple-doble con tapones al registrar 27 puntos, 14 rebotes y 10 tapones en menos de 30 minutos. El 23 de febrero logró un 5x5 con 27 puntos, 10 rebotes, 8 asistencias, 5 robos y 5 tapones en la derrota por 123-118 ante Los Angeles Lakers. Se convirtió en el jugador más joven en la historia de la NBA en lograrlo, y lo hizo en 30 minutos, la menor cantidad de minutos jugados en la historia de la NBA para lograr tal hazaña. El 3 de marzo consiguió 31 puntos, 12 rebotes, 6 asistencias y 6 tapones en la victoria por 117-105 sobre los Indiana Pacers. Se convirtió en el primer novato en la historia de la NBA en tener partidos consecutivos de al menos 25 puntos, 10 rebotes, 5 asistencias y 5 tapones. También se unió a Tim Duncan y David Robinson como los únicos novatos en la historia de la NBA en lograr al menos 30 puntos, 10 rebotes, 5 asistencias y 5 tapones en un partido. Fue nombrado rookie del mes de enero y también de febrero, de la conferencia Oeste. El 29 de marzo consigue su mejor marca anotadora hasta la fecha, al anotar 40 puntos y capturar 20 rebotes ante New York Knicks. Se convirtió en el primer rookie en lograr un 40-20 desde la temporada 1992-93 en la que lo consiguió Shaquille O’Neal. Ese mismo día lanzó un balón al público tras finalizar el partido, por lo que posteriormente fue multado con 25000 dólares. Fue nombrado rookie del mes de marzo de la conferencia Oeste. Terminó la temporada siendo el líder en tapones con 3,58 por encuentro, fue nombrado Rookie del Año, e incluido en el mejor quinteto de rookies.
2024-25
Al comienzo de su segundo año en San Antonio, el 31 de octubre de 2024 ante Utah Jazz, registra un 5x5 al conseguir 25 puntos, 9 rebotes, 7 asistencias, 5 tapones y 5 robos. Convirtiéndose en el tercer jugador en toda la historia que consigue más de un 5x5 en toda su carrera, junto a Hakeem Olajuwon y Andrei Kirilenko. El 13 de noviembre ante Washington Wizards anota 50 puntos, siendo el cuarto jugador más joven (20 años y 314 días) en lograr esa cifra en la historia de la NBA, y el octavo en alcanzar ese número en la historia de los Spurs. Fue nombrado defensor del mes de octubre-noviembre de la conferencia Oeste. El 19 de diciembre anotó 42 puntos ante Atlanta Hawks. El 21 de diciembre logró 30 puntos y 10 tapones en la victoria por 114-94 ante los Portland Trail Blazers, convirtiéndose en el sexto jugador de la historia en lograr 30 o más puntos y 10 o más tapones en un partido, uniéndose a Hakeem Olajuwon, David Robinson, Artis Gilmore, Dwight Howard y Kareem Abdul-Jabbar. El 25 de diciembre anota 42 puntos y captura 18 rebotes ante New York Knicks. Se convirtió en el tercer jugador en la historia de la NBA en anotar más de 40 puntos y más de 15 rebotes en un partido de Navidad, después de Wilt Chamberlain (1959 y 1961) y Nikola Jokić (2022). También anotó la tercera mayor cantidad de puntos para un jugador en su debut el día de Navidad, detrás de Chamberlain (45) y Tracy McGrady (43). A finales de enero de 2025 se anunció su participación como reserva en el All-Star Game, siendo la primera nominación de su carrera. El 20 de febrero fue descartado para el resto de la temporada debido a una trombosis venosa profunda en el hombro derecho. A pesar de ello, y de que solo disputó 46 encuentros, terminó la temporada siendo el líder en tapones (3,83) por segundo año consecutivo.

### Selección nacional
Ha sido internacional en las categorías júnior de la selección francesa, disputando el EuroBasket Sub-16 de Italia 2019, donde obtuvieron la plata, y el Mundial Sub-19 de Letonia 2021, donde también ganaron la plata, al perder la final ante Estados Unidos.
El 11 de noviembre de 2022 debuta, a la edad de 18 años, con la selección absoluta de Francia en un partido clasificatorio para el Mundial 2023 que le enfrentaba a Lituania. El combinado francés se impuso a sus rivales (65-90) con Victor como jugador más destacado logrando 20 puntos y 9 rebotes.
Entre julio y agosto de 2024 fue parte de la selección absoluta de Francia, que disputó los Juegos Olímpicos de París, y que ganó la plata, tras perder la final ante Estados Unidos. Al término del torneo fue incluido en el mejor quinteto.

## Estadísticas de su carrera en la NBA
|  | Líder de la liga |

### Temporada regular
| Año      | Equipo      | PJ  | PT  | MPP  | %TC  | %3P  | %TL  | RPP  | APP | ROB | TPP | PPP  |
| -------- | ----------- | --- | --- | ---- | ---- | ---- | ---- | ---- | --- | --- | --- | ---- |
| 2023-24  | San Antonio | 71  | 71  | 29.7 | .465 | .325 | .796 | 10.6 | 3.9 | 1.2 | 3.6 | 21.4 |
| 2024-25  | San Antonio | 46  | 46  | 33.2 | .476 | .352 | .836 | 11.0 | 3.7 | 1.1 | 3.8 | 24.3 |
| Total    | Total       | 117 | 117 | 31.1 | .469 | .339 | .809 | 10.8 | 3.8 | 1.2 | 3.7 | 22.5 |
| All-Star | All-Star    | 1   | 0   | 13.9 | .727 | .333 | —    | 7.0  | .0  | 1.0 | 2.0 | 17.0 |